# Limnocentropus apollon
Limnocentropus apollon är en nattsländeart som beskrevs av Malicky 1999. Limnocentropus apollon ingår i släktet Limnocentropus och familjen Limnocentropodidae. Inga underarter finns listade i Catalogue of Life.